# Nicalis
Nicalis, Inc. é uma desenvolvedora de jogos eletrônicos americana com sede em Santa Ana, Califórnia. A empresa se concentra principalmente em jogos independentes e tem desenvolvido e publicado ambos os jogos originais, bem como portes de jogos existentes. Nicalis foi fundada em 2007 por Tyrone Rodriguez, um ex-editor da IGN e um gerente de PR para a GolinHarris/Nintendo.

## Jogos
Desde a sua fundação, a empresa tem desenvolvido e publicado vários jogos, começando com Dance Dance Revolution: Mobius em 2008 e Cave Story em 2010, respectivamente. Em outubro de 2011, Nicalis anunciou que iria publicar um porte de VVVVVV para o Nintendo 3DS através da Nintendo eShop. Em dezembro de 2011, Nicalis ofereceu tanto NightSky e Cave Story+ para venda como parte do Humble Indie Bundle 4. Em abril de 2012, Nicalis anunciou que os seus planos de publicar o porte WiiWare de La-Mulana nos Estados Unidos e Europa tinham sido cancelados, citando um declínio acentuado na base de usuários do Wiiware.

### Desenvolvidos
- 1001 Spikes (Steam PC / OS X / Linux, PS4, PS Vita, 3DS e Wii U)
- Big Brother (Mobile)
- Cave Story (3DS, DSiWare, WiiWare) com Daisuke Amaya
- Cave Story 3D (3DS) with Daisuke Amaya
- Cave Story Plus (Linux, Mac OS X, Windows) com Daisuke Amaya
- Castle in the Darkness (Mac OS X, Windows) com Studio Pixel
- Dance Dance Revolution (Mobile)
- Dance Dance Revolution: Mobius (Android)
- Grinsia (3DS, Windows)
- Guxt (3DS)
- Ikachan (3DS) com Daisuke Amaya
- Legend of Raven (PS4, PS Vita, Xbox One)
- MLB Power Pros Baseball (Mobile)
- NightSky (3DS, iOS, Linux, Mac OS X, Windows) com Nifflas
- Rock Revolution (Mobile)
- Swift Switch (iOS)
- The Binding of Isaac: Rebirth (Mac OS X, PS4, Linux, PS Vita, Windows, Xbox One, New 3DS, Wii U) com Edmund McMillen
- The Electric Company Wordball! (iOS)

### Publicados
- 1001 Spikes (3DS, PS4, PS Vita, Wii U, Xbox One)
- Castle In The Darkness (Windows)
- Cave Story (3DS, DSiWare, WiiWare)
- Cave Story Plus (Linux, Mac OS X, Windows)
- Grinsia (3DS, Windows)
- Guxt (3DS)
- Ikachan (3DS)
- Legend of Raven (PS4, PS Vita, Xbox One)
- NightSky (3DS, iOS, Linux, Mac OS X, Windows)
- Swift Switch (iOS)
- The 90s Arcade Racer (Wii U, Windows)
- The Binding of Isaac: Rebirth (Mac OS X, PS4, Linux, PS Vita, Windows, New 3DS, Wii U, Xbox One)
- Toribash (Linux, Mac OS X, WiiWare, Windows)
- VVVVVV (3DS)

## Prêmios
Cave Story foi nomeado para o jogo do ano no Nintendo Power Awards 2012, bem como o Jogo do Ano do WiiWare. A versão de 3DS de Cave Story foi nomeado para Melhor Jogo de Aventura de 2011 no  Nintendo Power Awards. No Independent Games Festival 2011, Cave Story foi finalista na categoria de "Excelência em artes Visuais" e ambos Cave Story e NightSky receberam menções honrosas na categoria de "excelência em áudio."